# Red Pill Blues
Red Pill Blues è il sesto album in studio del gruppo musicale statunitense Maroon 5, pubblicato il 3 novembre 2017 dalla 222 e Interscope.

## Descrizione
Si tratta della prima pubblicazione del gruppo a figurare il polistrumentista Sam Farrar in qualità di componente ufficiale della formazione, dopo essere stato turnista negli anni precedenti.
Il titolo dell'album fa riferimento al termine pillola rossa o pillola blu, diventato famoso con il film del 1999 Matrix. Per la copertina dell'album, il gruppo si è ispirato ai filtri disponibili sul social network Snapchat.

## Promozione
Prima dell'uscita dell'album i Maroon 5 hanno pubblicato due singoli stand-alone, successivamente inclusi nell'edizione deluxe di Red Pill Blues. Il primo di essi, Don't Wanna Know, registrato con la partecipazione vocale del rapper Kendrick Lamar, è stato reso disponibile per il download digitale a partire dall'11 ottobre 2016; il relativo video musicale è stato presentato in anteprima al The Today Show tre giorni più tardi. Il secondo singolo, Cold, in collaborazione con il rapper Future, è stato pubblicato il 14 febbraio 2017 e promosso il giorno dopo dal videoclip.
Il 30 agosto 2017 è stato presentato il primo singolo ufficialmente estratto dall'album, ovvero What Lovers Do, inciso in collaborazione con SZA. Il lyric video è stato pubblicato il 15 settembre 2017, mentre il video ufficiale è uscito il 28 dello stesso mese. A seguire, il settetto ha reso disponibile per l'ascolto il brano Help Me Out con Julia Michaels, a cui hanno fatto seguito i singoli Whiskey (con ASAP Rocky) e Wait.
Il 26 ottobre 2017 il gruppo ha annunciato il Red Pill Blues Tour, svoltosi tra il 30 maggio 2018 e il 15 ottobre dello stesso anno.

## Tracce
1. Best 4 You – 3:59 (Adam Levine, John Ryan, Julian Bunetta, Alexander Izquierdo, Ian Franzino, Jacob Kasher Hindlin, Andrew Haas)
2. What Lovers Do (+ SZA) – 3:19 (Starrah, Adam Levine, Jason Evigan, Solana Rowe, Benjamin Diehl)
3. Wait – 3:10 (Adam Levine, Jacob Kasher Hindlin, John Ryan, Ammar Malik)
4. Lips on You – 3:36 (Adam Levine, Jacob Kasher Hindlin, Charlie Puth, Julia Michaels, Jason Evigan)
5. Bet My Heart – 3:16 (Adam Levine, Jacob Kasher Hindlin, John Ryan, Phil Shaouy)
6. Help Me Out (+ Julia Michaels) – 3:13 (Adam Levine, Thomas Wesley Pentz pka Diplo, Julian Michaels, Henry Agincourt Allen pka King Henry, Justin Tranter)
7. Who I Am (+ LunchMoney Lewis) – 3:03 (Adam Levine, Gamal Lewis, Jacob Kasher Hindlin, Eric Frederic, John Ryan, Ammar Malik, Teddy Geiger)
8. Whiskey (+ ASAP Rocky) – 3:30 (Adam Levine, John Ryan, Jacob Kasher Hindlin, Tinashe Sibanda)
9. Girls like You – 3:35 (Adam Levine, Starrah, Jason Evigan, Henry Walter, Gian Michael Stone)
10. Closure – 11:28 (Adam Levine, Jacob Kasher Hindlin, John Ryan, Phil Shaouy, Ammar Malik)

Tracce bonus nell'edizione di iTunes
1. Denim Jacket – 3:52 (Adam Levine, James Alan Ghaleb, Tom Barnes, Pete Kelleher, Ben Kohn, Oscar Gorres, Jacob Kasher Hindlin)
2. Visions – 3:50 (Adam Levine, Ryan Ogren, Nick Bailey, Jared Watson, Dustin Bushnell)
3. Plastic Rose – 3:42 (Adam Levine, James Alan Ghaleb, Oscar Gorres, Jacob Kasher Hindlin)
4. Don't Wanna Know (+ Kendrick Lamar) – 3:34 (Adam Levine, Benjamin Levin, John Ryan, Jacob Kasher Hindlin, Ammar Malik, Kurtis McKenzie, John Mills, Alex Ben-Abdallah)
5. Cold (+ Future) – 3:54 (Adam Levine, Jacob Kasher Hindlin, John Ryan, Justin Tranter, Phil Shaouy, Noel "Detail" Fisher, Nayvadius Wilburn)

Contenuto bonus nell'edizione deluxe
- CD 1

1. Denim Jacket – 3:52 (Adam Levine, James Alan Ghaleb, Tom Barnes, Pete Kelleher, Ben Kohn, Oscar Gorres, Jacob Kasher Hindlin)
2. Visions – 3:50 (Adam Levine, Ryan Ogren, Nick Bailey, Jared Watson, Dustin Bushnell)
3. Don't Wanna Know (feat. Kendrick Lamar) – 3:34 (Adam Levine, Benjamin Levin, John Ryan, Jacob Kasher Hindlin, Ammar Malik, Kurtis McKenzie, John Mills, Alex Ben-Abdallah)
4. Cold (feat. Future) – 3:54 (Adam Levine, Jacob Kasher Hindlin, John Ryan, Justin Tranter, Phil Shaouy, Noel "Detail" Fisher, Nayvadius Wilburn)

- CD 2 – Live in Manchester 2015

1. Moves like Jagger – 4:59
2. Stereo Hearts – 3:42
3. Animals – 4:30
4. Daylight – 6:56
5. Maps – 4:22
6. This Love – 5:02

## Formazione
Crediti tratti dall'edizione standard dell'album.
Gruppo
- Adam Levine – voce, chitarra (tracce 7, 9), chitarra aggiuntiva (traccia 10)
- James Valentine – chitarra (tracce 1-3, 5-7, 10), battimani (traccia 10)
- Jesse Carmichael – chitarra (tracce 1-7, 10)
- Sam Farrar – basso (tracce 1, 2, 4, 6, 7 e 10), voce e percussioni aggiuntive (tracce 2 e 3), tastiera (tracce 3 e 6), battimani (tracce 5 e 10), programmazione, batteria e percussioni (traccia 6), tastiera aggiuntiva (traccia 10)
- Mickey Madden – basso (tracce 2, 3, 5 e 10)
- PJ Morton – tastiera (eccetto traccia 9), voce aggiuntiva (traccia 10)
- Matt Flynn – batteria e percussioni (eccetto tracce 8 e 9), voce aggiuntiva (traccia 4), battimani (tracce 5 e 10)

Altri musicisti
- John Ryan – voce aggiuntiva (tracce 1, 3, 5, 8 e 10), programmazione (tracce 3, 8), chitarra (traccia 3)
- Julian Bunetta – programmazione e tastiera aggiuntiva (traccia 1)
- Noah "Mailbox" Passovoy – programmazione (tracce 1, 6), tastiera aggiuntiva (tracce 1 e 10), tastiera (tracce 2, 3 e 6), voce aggiuntiva (tracce 2, 3, 5, 9 e 10), percussioni aggiuntive (tracce 2 e 3), battimani (tracce 5 e 10), batteria e percussioni (traccia 6)
- SZA – voce (traccia 2)
- Jason Evigan – programmazione (tracce 2, 4 e 9), tastiera aggiuntiva (traccia 4), chitarra, tastiera e voce aggiuntiva (traccia 9)
- Gian Stone – programmazione (traccia 2), voce aggiuntiva (traccia 9)
- Ben Billions – programmazione, tastiera e voce aggiuntiva (traccia 2)
- Starrah – voce aggiuntiva (traccia 2)
- Shawn Tellez – percussioni aggiuntive (traccia 3)
- Ammar Malik – voce aggiuntiva (traccia 3)
- Charlie Puth – programmazione, voce e tastiera aggiuntive (traccia 4)
- Phil Paul – programmazione e voce aggiuntiva (tracce 5 e 10)
- Julia Michaels – voce (traccia 6)
- Diplo – programmazione (traccia 6)
- King Henry – programmazione e chitarra (traccia 6)
- LunchMoney Lewis – voce (traccia 7)
- Ricky Reed – programmazione e chitarra (traccia 7)
- ASAP Rocky – voce (traccia 8)
- Cirkut – programmazione, tastiera e voce aggiuntiva (traccia 9)
- Jacob Kasher Hindlin – voce aggiuntiva (traccia 9)
- Victoria Evigan – voce aggiuntiva (traccia 9)
- Kenneth Whalum – assolo di sassofono tenore (traccia 10)

Produzione
- Jacob "J Kash" Hindlin – produzione esecutiva, produzione (traccia 8)
- Adam Levine – produzione esecutiva
- Noah "Mailbox" Passovoy – ingegneria del suono e montaggio digitale, produzione (tracce 1, 5 e 10), produzione aggiuntiva (tracce 2, 3), produzione parti vocali (tracce 2-6, 10), coproduzione (traccia 6)
- Șerban Ghenea – missaggio
- John Hanes – assistenza al missaggio
- Randy Merrill – mastering
- Julian Bunetta – produzione (traccia 1)
- AFTERHRS – produzione (traccia 1)
- John Ryan – produzione parti vocali (tracce 1, 3, 5 e 8), produzione (tracce 3, 5, 8 e 10)
- Eric Eylands – assistenza tecnica (tracce 1-3, 6, 8-10), ingegneria del suono (tracce 3, 5 e 9)
- Ben Sedano – assistenza tecnica (tracce 1, 5 e 8)
- Jason Evigan – produzione (tracce 2, 4 e 9), produzione parti vocali (tracce 2 e 9)
- Ben Billions – coproduzione (traccia 2)
- Sam Farrar – produzione aggiuntiva (traccia 2), montaggio digitale (tracce 2 e 4), coproduzione (traccia 6)
- Gian Stone – produzione parti vocali (tracce 2 e 9), ingegneria del suono (tracce 2, 4 e 9)
- John Armstrong – assistenza tecnica (tracce 2-4, 7 e 10)
- Charlie Puth – produzione e produzione parti vocali (traccia 4)
- Phil Paul – produzione e produzione parti vocali (tracce 5 e 10)
- Diplo – produzione (traccia 6)
- Chris Sclafani – registrazione voce di Michaels (traccia 6)
- Ricky Reed – produzione e produzione parti vocali (traccia 7)
- Hector Delgado – produzione aggiuntiva, registrazione e ingegneria del suono per ASAP Rocky (traccia 8)
- Cirkut – produzione e produzione parti vocali (traccia 9)
- Derrick Stockwell – assistenza tecnica (traccia 10)